# 한국의 사찰 목록 (지역별)
한국의 사찰 목록은 문화체육관광부의 2005년 5월 자 자료를 기본으로 하여 빠진 내용을 추가한 것들이다. 그러나 조선민주주의인민공화국의 사찰 현황은 극소수만 포함되어 있다.

## 대한민국
- 서울특별시의 사찰 목록
- 부산광역시의 사찰 목록
- 대구광역시의 사찰 목록
- 인천광역시의 사찰 목록
- 광주광역시의 사찰 목록
- 대전광역시의 사찰 목록
- 울산광역시의 사찰 목록
- 세종특별자치시의 사찰 목록
- 경기도의 사찰 목록
- 강원특별자치도의 사찰 목록
- 충청북도의 사찰 목록
- 충청남도의 사찰 목록
- 전북특별자치도의 사찰 목록
- 전라남도의 사찰 목록
- 경상북도의 사찰 목록
- 경상남도의 사찰 목록
- 제주특별자치도의 사찰 목록

## 조선민주주의인민공화국
- 평양시의 사찰 목록
- 황해북도의 사찰 목록
- 황해남도의 사찰 목록
- 평안북도의 사찰 목록
- 평안남도의 사찰 목록
- 함경북도의 사찰 목록
- 함경남도의 사찰 목록
- 자강도의 사찰 목록
- 량강도의 사찰 목록

## 같이 보기
- 한국의 사찰 (한글 순)